# 校條剛
校條剛（めんじょう　つよし、1950年-　）は、元編集者、文芸評論家、作家、元京都造形芸術大学教授。

## 人物
東京都荻窪生まれ。1973年早稲田大学第一文学部仏文科卒、新潮社入社。『小説新潮』に29年間在籍、9年間編集長を務めた。日本推理サスペンス大賞、新潮ミステリー倶楽部賞、小説新潮長編新人賞の創設を主導。新潮新書編集委員のときに、270万部のミリオンセラー『国家の品格』（藤原正彦）を担当。2007年、『ぬけられますか 私漫画家滝田ゆう』で第20回大衆文学研究賞受賞。2010年新潮社退社、2014年度から2018年度まで京都造形芸術大学（現・瓜生山学園京都芸術大学）文芸表現学科教授。2019年より「京都文学賞」アドヴァイザー＆選考委員。2022年に、免条剛名義で初めての小説作品『小説作法の殺人』を上梓。

## 著書
- 『ぬけられますか―私漫画家 滝田ゆう』河出書房新社 2006
- 『スーパー編集長のシステム小説術 才能なんていらない!』ポプラ社 2009
- 『ザ・流行作家 笹沢左保 川上宗薫』講談社 2013
- 『作家という病』講談社現代新書、2015
- 『にわか〈京都人〉宣言　東京者の京都暮らし』イースト新書 2020
- 免条剛『小説作法の殺人』祥伝社 2022。小説作品
- 『富士日記の人びと　武田百合子を探して』河出書房新社 2023

### 監修
- 『朝5分!読むだけで文章力がグッと上がる本』監修 永岡書店 ナガオカ文庫 2012
- 誉田龍一『小説を書きたい人の本 コツさえつかめば小説は誰でも書ける!』新版 監修 成美堂出版 2013